# Портунова, Юлия Александровна
Ю́лия Алекса́ндровна Ермако́ва (урождённая Портуно́ва; род. 4 мая 1994, Калининград) — российская кёрлингистка, заслуженный мастер спорта России, чемпионка Европы 2016, серебряный (2021) и бронзовый (2018) призёр чемпионатов мира, чемпионка России 2017.
Участница турнира женских команд на зимних Олимпийских играх 2018 (9 место; в составе команды «Олимпийские спортсмены из России, ОСР») и 2022 (10 место).

## Биография
Юлия Портунова родилась и начала заниматься кёрлингом в Калининграде. В 2006—2014 годах выступала за отделение кёрлинга МАУ ДО ДЮСШ по хоккею с шайбой, в составе калининградской команды "Альбатрос" трижды становилась призёром чемпионатов России. В 2015 году перешла в команду Краснодарского края, базирующуюся в Сочи, и в её составе ещё трижды выигрывала медали национального первенства, в том числе золотую в 2017 году. Выступает на позициях вице-скипа и свипера.
В 2015 году окончила Калининградский филиал Московского государственного университета экономики, статистики и информатики.
В 2013—2014 годах становилась победителем и призёром чемпионатов мира среди молодёжных команд. В 2016 году дебютировала в национальной сборной России и в её составе стала чемпионкой Европы, а затем серебряным (2021) и бронзовым (2018) призёром чемпионатов мира.
В августе 2024 вышла замуж за Александра Ермакова, сменила фамилию на «Ермакова».

## Достижения

### Со сборными
- Серебряный призёр чемпионата мира 2021;
- Бронзовый призёр чемпионата мира 2018;
- Чемпионка Европы 2016.
- Бронзовый призёр финального этапа Кубка мира по кёрлингу 2018/2019.
- Серебряный призёр зимней Универсиады 2017;
- Чемпионка мира среди молодёжных команд 2013;
  - бронзовый призёр чемпионата мира среди молодёжных команд 2014.
- Победитель розыгрыша Суперкубка России 2016 в составе команды В. Моисеевой[6].

### С клубами
- Чемпионка России 2017;
  - Четырёхкратный серебряный (2014, 2016, 2019, 2020) и трёхкратный бронзовый (2012, 2013, 2015) призёр чемпионатов России (в 2012—2014 — в составе «Альбатроса», в 2015 и 2016 — в составе Краснодарского края)[7].
- Двукратный серебряный призёр Кубка России по кёрлингу среди женщин — 2013, 2020.
- Бронзовый призёр Кубка России по кёрлингу среди женщин — 2024.
- Обладатель Кубка России по кёрлингу среди смешанных команд 2012.

## Команды
| Год  | Турнир                                                        | Команда                   | Игроки                                                                                              | Тренер                     |
| ---- | ------------------------------------------------------------- | ------------------------- | --------------------------------------------------------------------------------------------------- | -------------------------- |
| 2010 | Чемпионат России (14 место)                                   | «Янтарь» (Калининград)    | Алиса Трегуб (4-я), Галина Бралюк (скип), Юлия Портунова, Юлия Гузиёва, Сусанна Гефель              |                            |
| 2010 | Кубок России по кёрлингу среди женщин 2010 (4 место)          | «Янтарь» (Калининград)    | Юлия Портунова, Алиса Трегуб, Галина Бралюк (скип), Сусанна Гефель, Екатерина Шарапова              |                            |
| 2011 | Чемпионат России (10 место)                                   | «Янтарь» (Калининград)    | Юлия Портунова (4-я), Алиса Трегуб, Галина Бралюк (скип), Сусанна Гефель, Екатерина Шарапова        |                            |
| 2011 | Кубок России по кёрлингу среди женщин 2011 (5 место)          | «Альбатрос» (Калининград) | Ольга Жаркова, Юлия Портунова, Алиса Трегуб, Юлия Гузиёва, Екатерина Шарапова                       |                            |
| 2012 | Чемпионат России                                              | «Альбатрос» (Калининград) | О.Жаркова, Ю.Портунова, А.Трегуб, Ю.Гузиёва, Е.Шарапова                                             | С.Беланов                  |
| 2013 | Чемпионат мира среди молодёжных команд                        | молодёжная сборная России | А.Ковалёва, Ю.Портунова, А.Саитова, О.Гертова, О.Глущенко                                           | И. Колесникова             |
| 2013 | Чемпионат России                                              | «Альбатрос» (Калининград) | О.Жаркова, А.Трегуб, Ю.Гузиёва, Е.Шарапова, Ю.Портунова                                             | С.Беланов                  |
| 2013 | Кубок России по кёрлингу среди женщин 2013                    | «Альбатрос» (Калининград) | Ольга Жаркова, Юлия Портунова, Алиса Мирошниченко, Юлия Гузиёва, Екатерина Шарапова                 |                            |
| 2014 | Чемпионат мира среди молодёжных команд                        | молодёжная сборная России | А. Ковалёва, Ю. Портунова, У. Васильева, А. Брызгалова, А. Москалёва                                | А. Краупп                  |
| 2014 | Чемпионат России                                              | «Альбатрос» (Калининград) | О.Жаркова, А.Мирошниченко (Трегуб), Ю.Гузиёва, Е.Шарапова, Ю.Портунова                              | С.Беланов                  |
| 2015 | Чемпионат России                                              | Краснодарский край (Сочи) | О.Жаркова, Ю.Гузиёва, Ю.Портунова, Г.Арсенькина                                                     | С.Беланов                  |
| 2016 | Чемпионат России                                              | Краснодарский край (Сочи) | О.Жаркова, Ю.Гузиёва, Ю.Портунова, Г.Арсенькина                                                     | С.Беланов                  |
| 2016 | Суперкубок России                                             | Команда В.Моисеевой       | В.Моисеева, У.Васильева, Г.Арсенькина, Ю.Гузиёва, Ю.Портунова                                       | С.Беланов                  |
| 2016 | Чемпионат Европы                                              | Сборная России            | В.Моисеева, У.Васильева, Г.Арсенькина, Ю.Гузиёва, Ю.Портунова                                       | С.Беланов                  |
| 2017 | Чемпионат России среди смешанных команд                       | Краснодарский край 1      | Ольга Жаркова, Сергей Глухов, Юлия Портунова, Дмитрий Миронов                                       |                            |
| 2017 | Арктический кубок                                             | Команда В. Моисеевой      | В. Моисеева, У. Васильева, Г. Арсенькина, Ю. Гузиёва, Ю. Портунова                                  | С. Беланов                 |
| 2018 | Зимние Олимпийские игры 2018 (9 место)                        | Сборная России            | В. Моисеева, У. Васильева, Г. Арсенькина, Ю. Гузиёва, Ю. Портунова                                  | С. Беланов                 |
| 2018 | Чемпионат мира среди женщин                                   | Сборная России            | В.Моисеева, Ю. Портунова, Г.Арсенькина, Ю.Гузиёва, Анна Сидорова                                    | С. Беланов                 |
| 2019 | Чемпионат России                                              | Краснодарский край 1      | Юлия Портунова (4-й), Ольга Жаркова (скип), Галина Арсенькина, Юлия Гузиёва, Наталья Налимова       |                            |
| 2020 | Кубок России                                                  | Краснодарский край 1      | Анна Сидорова (скип), Юлия Портунова, Людмила Прививкова, Мария Игнатенко, Софья Ткач               | С. Беланов                 |
| 2020 | Чемпионат России                                              | Краснодарский край 1      | Анна Сидорова (скип), Юлия Портунова, Людмила Прививкова, Наталья Налимова                          | С. Беланов, Е. Жиделев     |
| 2021 | Чемпионат мира среди женщин                                   | Сборная России            | Алина Ковалёва (скип), Юлия Портунова, Галина Арсенькина, Екатерина Кузьмина, Мария Комарова        | С. Беланов, И. Колесникова |
| 2021 | Чемпионат Европы среди женщин (4 место)                       | Сборная России            | Алина Ковалёва (скип), Юлия Портунова, Галина Арсенькина, Екатерина Кузьмина, Мария Комарова        | С. Беланов, И. Колесникова |
| 2022 | Зимние Олимпийские игры 2022 (10 место)                       | Сборная России            | Алина Ковалёва (скип), Юлия Портунова, Галина Арсенькина, Екатерина Кузьмина, Мария Комарова        | С. Беланов, И. Колесникова |
| 2022 | Кубок России (10 место)                                       | Краснодарский край 1      | Ольга Жаркова (скип), Юлия Портунова, Ирина Полетаева, Юлия Чемоданова                              | Е.А. Жиделев               |
| 2023 | Чемпионат России по кёрлингу среди смешанных команд (5 место) | Краснодарский край        | Дмитрий Миронов (скип), Юлия Портунова, Артур Али, Юлия Чемоданова                                  | А.С. Козырев, Е.А. Жиделев |
| 2023 | Кубок России (6 место)                                        | Краснодарский край 2      | Ольга Жаркова (скип), Юлия Портунова, Ирина Полетаева, Екатерина Глебова, запасной: Алиса Бойко     | Е.А. Жиделев, С.А. Глухов  |
| 2024 | Чемпионат России (6 место)                                    | Краснодарский край 2      | Юлия Портунова, Мария Марченкова, Ирина Полетаева, Ольга Жаркова (скип)                             | Е.А. Жиделев, А.С. Козырев |
| 2024 | Кубок России                                                  | Краснодарский край 1      | Ольга Жаркова (скип), Юлия Ермакова, Людмила Прививкова, Юлия Чемоданова, запасной: Ирина Ткач      | Е.А. Жиделев, Д.А. Миронов |
| 2025 | Чемпионат России (4 место)                                    | Краснодарский край 1      | Ольга Жаркова (скип), Юлия Ермакова, Людмила Прививкова, Юлия Чемоданова, запасной: Кира Нестеренко | Е.А. Жиделев, Д.А. Миронов |